# Copy
Na computação, copy é um comando em vários sistemas operacionais . O comando copia arquivos de computador de um diretório para outro.
O comando está disponível em: DEC RT-11, OS/8, RSX-11, Intel ISIS-II, iRMX 86, DEC TOPS-10, TOPS -20, OpenVMS, MetaComCo TRIPOS, Heath Company HDOS, Zilog Z80-RIO, Microware OS-9, DOS, DR FlexOS, IBM / Toshiba 4690 OS,  TSL PC-MOS, HP MPE /iX, IBM OS/2, Microsoft Windows, Datalight ROM-DOS, ReactOS, SymbOS e DexOS.
O copy é suportado pelo SCP 86-DOS de Tim Paterson . No IBM PC DOS/MS-DOS está disponível desde a versão 1. Um comando de cópia mais avançado chama-se xcopy , e outro chama-se robocopy.
O comando equivalente em Unix/Linux é cp, o comando em CP/M é PIP . O comando é análogo ao comando copy_file em Stratus OpenVOS. 